# DRD
株式会社 DRD（ディーアールディー、DRD Co,. Ltd. ）は、かつて存在したテンプホールディングス（当時、現在のパーソルホールディングス）グループの企業。主として開発・設計、実験業務を行っていた。2013年5月31日まではUDトラックス（旧・日産ディーゼル工業）の子会社だった。
2017年4月1日に株式会社日本テクシードへ吸収合併され、パーソルR&D株式会社となった。

## 事業内容
- 自動車及び機械・電気・電子装置とその構成部品の設計、試作、実験等の開発。
- 技術資料、サービス資料の作成
- 開発設計、実験の受託業務
- 開発技術者の特定労働者派遣

## 企業理念
『技術・信頼・成長』
- 優れた技術を提供し、社会と顧客から信頼される企業であること
- 技術力の向上を通じて、社員が成長しつづける企業であること

## 沿革
- 1980年（昭和55年）5月 - 日産ディーゼル（現・UDトラックス）グループの設計開発力強化・充実のため、資本金600万円で日弘エンジニアリング株式会社を設立。
- 1986年（昭和61年）4月 - 日弘エンジニアリングが資本金を1,000万円に増資。
- 1989年（平成元年）7月 - 開発力強化のため、資本金5,000万円で株式会社日産ディーゼル技術研究所を設立。エンジン、ユニット、車両の実験業務の受託請負いを開始。
- 1990年（平成2年）10月 - 日産ディーゼル技術研究所茂木事業所開設。車両走行試験の請負い業務を拡大。
- 1991年（平成3年）3月 - 日産ディーゼル技術研究所の本社屋が完成。
- 1998年（平成10年）6月 - 日産ディーゼル技術研究所の資本金を6,000万円に増資。
- 1999年（平成11年）
  - 4月 - 日産ディーゼル技術研究所と日弘エンジニアリングが合併。
  - 9月 - 日産ディーゼル工業の開発受託範囲拡大。
- 2005年（平成17年）7月 - 株式会社DRDに商号変更。
- 2013年（平成25年）5月 - 全株式をテンプスタッフ（現・パーソルテンプスタッフ）へ譲渡。
- 2015年（平成27年）4月 - 全株式をテンプホールディングス（現・パーソルホールディングス）子会社の日本テクシードへ譲渡。
- 2017年（平成29年）4月 - 日本テクシードに吸収合併され、解散。同時に、日本テクシードは商号をパーソルR&D株式会社に変更[1][2]。

## 主要取引先
- 運輸低公害車普及機構
- エス・アンド・エス エンジニアリング
- NTN
- エム・エス・ケー農業機械
- オーテックジャパン
- カルソニックカンセイ
- 交通安全環境研究所
- 環境省
- 酒井重工業
- ジヤトコ
- 昭和飛行機工業
- ジョンソン・マッセイ・ジャパン
- 数理計画
- 生物系特定産業技術研究支援センター
- ダイムラー・クライスラー日本
- テュフプロダクトサービスジャパン
- デンセイ・ラムダ
- 徳大寺自動車文化研究所
- ドコモ・モバイル
- 日産自動車
- 日産車体
- UDトラックス
- 日産ライトトラック
- 日通商事
- 日本ガス協会
- 日本ニューホランド
- 日本ボルボ
- 早坂理工
- 日立建機
- 堀場製作所
- 三井物産
- 三菱重工業